# 航海練習所
航海練習所（こうかいれんしゅうじょ）は、1930年（昭和5年）に文部省内に設置された公立商船学校の練習船の共同利用のための組織。

## 概要
昭和初期において日本の商船教育機関には、官立商船学校として東京高等商船学校（大成丸を保有）と神戸高等商船学校（進徳丸を保有）の2校があり、また公立商船学校として11校あった。このうち地方の公立商船学校で練習船を保有していたのは5校のみで、しかも小型の木造船だったため練習船の海難事故も多かった。
1927年（昭和2年）3月9日に発生した鹿児島県立商船水産学校の練習船「霧島丸」の事故後、公立商船高校の関係者が政府などに働きかけ、1930年に帆船練習船の「日本丸」と「海王丸」が誕生した。航海練習所は両船の管理運営を行う公立商船学校の組織として文部省内に設置された。所長1名、技師６名、技手６名、書記２名。
その後は商船学校の廃止が進み、1936年（昭和11年）時点で7校を対象とした。
1942年1月に商船学校および高等商船学校（大成丸、進徳丸）と同様に、逓信省の所管になり、1943年4月船員の効率的養成と練習船の統合のための逓信省航海訓練所の設立に従い廃止となった。

## 沿革
- 1930年6月1日（昭和5年）、すでに文部省に引き渡されていた日本丸、海王丸の管理と生徒の練習のため、文部省構内に航海練習所[5]の事務所を設置。
- 1942年1月1日（昭和17年）航海練習所、高等商船学校、および商船学校は文部省から逓信省に移管[4]。
- 1943年4月1日（昭和18年）逓信省航海訓練所[6]制定につき、「航海練習所」は廃止、航海練習所職員の任や俸給は読み替えるものとされた[7]。

## 対象と組織の目的
公立商船学校本科航海科を卒業した者（昭和14年11月10日「商船学校航海科生徒」に改められた）に対し航海の練習を行うことにより、船舶の運航に関する知識及び技能を習得させることを目的とした組織。

## 練習船
- 日本丸 (初代) - 帆船
- 海王丸 (初代) - 帆船

## 訓練対象だった学校
- 商船学校